# Chrysotus orientalis
Chrysotus orientalis är en tvåvingeart som beskrevs av Negrobov, Tsurikov och Maslova 2000. Chrysotus orientalis ingår i släktet Chrysotus och familjen styltflugor.
Artens utbredningsområde är Mongoliet. Inga underarter finns listade i Catalogue of Life.